# 絵具

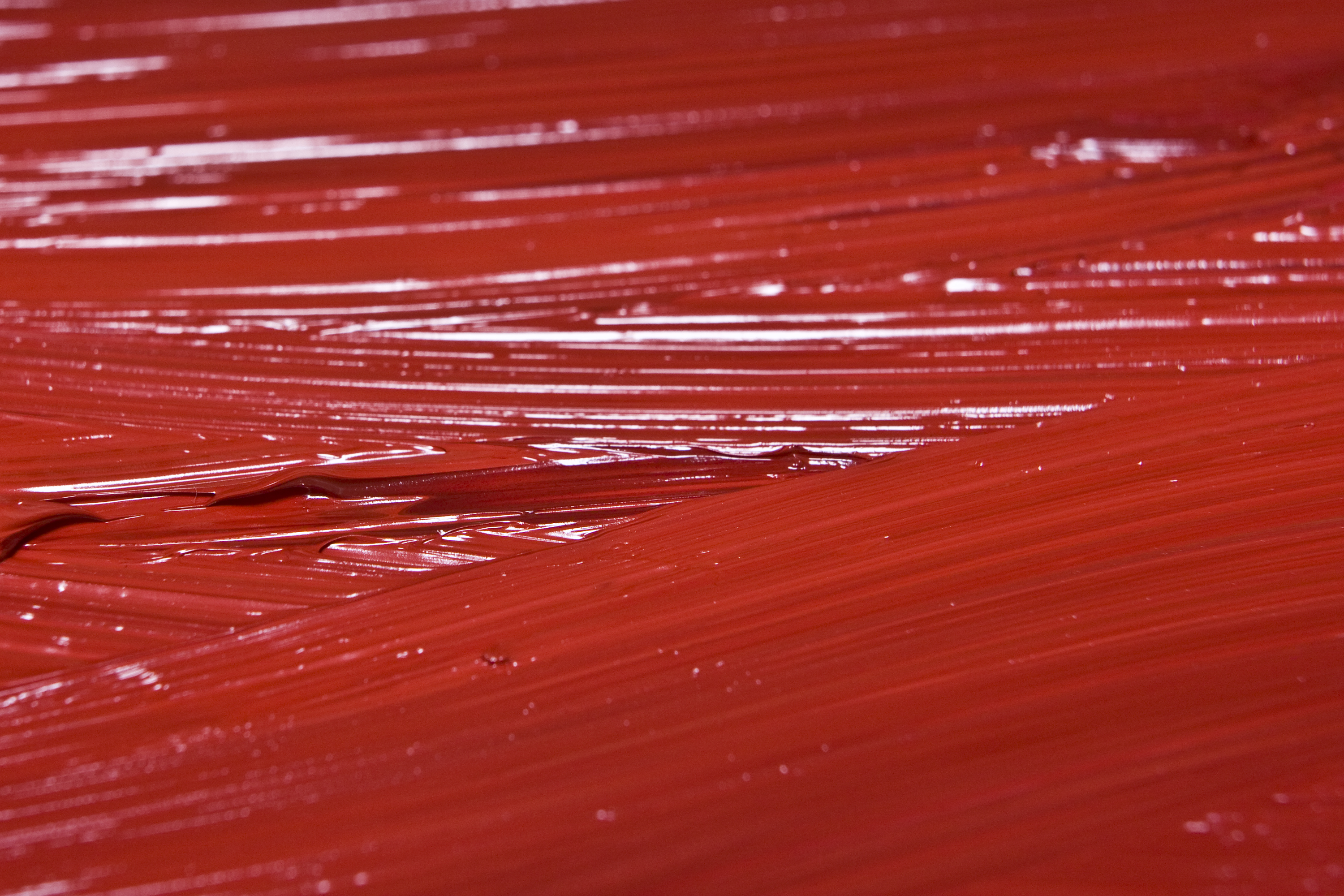
油絵具

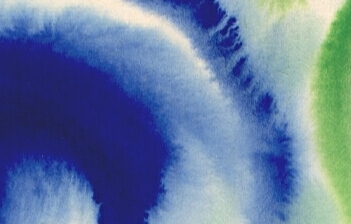
水彩絵具

絵具（えのぐ）は、絵画の描画・着彩や工芸品等の彩色に使われる材料。

## 組成
絵具は顕色材と展色材（媒剤）からなる。大抵は他に助剤が加わる。
顕色材
色を顕（あら）わす材料。顕色成分。発色成分。具体的には色素のことであり、大抵は顔料が用いられる。
展色材
色を展（の）べて定着させる材料。大抵は、固着材と溶剤からなる。
固着材（バインダー）
顔料等の物質を固着させる物質。展色材それ自体である場合も、展色材の構成要素である場合もある。
溶剤
物質を溶解し均一な溶液を構成する液体。粘度、濃度の調整にも用いる。溶媒。

助剤
乾燥促進剤や防腐剤・防黴（ボウバイ）剤のこと。

### 主な固着材の種類
以下のように種類分けできる。
溶剤の蒸発で乾燥するもの
膠、アラビアゴム、アクリルエマルションのアクリル樹脂など。
溶剤の蒸発と化学的な変化で乾燥するもの
テンペラの卵黄。
酸化重合で硬化するもの
乾性油、アルキド樹脂など。
熱可塑性によるもの
熱によって融解した状態で塗られ、冷えて固まるもの。エンカウスティック(蝋画)に用いられる蝋。

## 種類
水性の絵具と油性の絵具がある。乳濁液による絵具は乳濁液を用いたものであり、油の中に水性の粒子が分散したWO乳濁液と水の中に油性の粒子が分散したOW乳濁液がある。水で希釈できるOW乳濁液の場合、乾燥後は耐水性をもつ。

### 水性の絵具

#### 水彩絵具
水彩絵具は、アカシア樹脂(ガム アラビック)を固着材に用いる。ふつう水彩絵具と呼ばれるのは透明水彩絵具である。不透明水彩絵具にはガッシュ、ポスターカラーがある。乾燥した後も水に溶ける。その性質を利用して、固形水彩絵具や顔彩のような固形の絵具も作られている。

#### 水性テンペラ
水性テンペラは、卵、カゼイン、膠、アラビアガムなどを展色材とし、ふつう卵黄由来の脂質または乾性油のエマルションを含んだ絵具である。多くは乾くと耐水性を持つ。

#### 水性アクリル絵具
水性アクリル絵具は、20世紀に入って登場した合成樹脂、アクリル樹脂エマルションを展色材とする絵具。乾くと耐水性を持つ。

#### 水性アルキド樹脂絵具
水性アルキド樹脂絵具は、時間をかけて耐水性になる水性絵具の一種。すばやく水分が乾燥し、化学反応により数十日程度の時間をかけて耐水性の油性塗膜として硬化する。また油性の下地にも描けるといった特徴がある。日本の絵具メーカークサカベにより、2006年に初めて製品化された。

#### ディステンパー
ディステンパー（英: distemper）またはデトランプ（仏: détrempe）は、膠、カゼイン、アラビアガムといった水溶性の固着剤を用いた絵具・塗料である。多くは白色顔料と混ぜて不透明にし、室内装飾や舞台美術に用いられる。

#### 日本画絵具
日本画で使われる岩絵具や泥絵具、胡粉などは展色材の混ぜられていない顔料であり、膠水で溶いて用いられる。日本画の固形絵具（棒絵具、顔彩、鉄鉢）は、顔料を膠や蜜蝋、アラビアガムで固めたものである。

### 油性の絵具

#### 油彩絵具
油彩絵具は、空気中の酸素と結びつくことで化学変化して皮膜をつくる乾性油を固着材に用いた絵具。

#### 油性アルキド絵具
油性アルキド絵具は、乾性油の性質を持たせたアルキド樹脂を展色材に用いた絵具である。アルキド樹脂は1950年代に油絵具用の速乾メディウムに用いられ、1970年代に独立した絵具に使われるようになった。

#### 溶剤型アクリル絵具
溶剤型アクリル絵具は、20世紀に入って登場した合成樹脂、アクリル樹脂を固着材とする絵具。絵画修復などに使われる。

#### 彩漆
彩漆（いろうるし）は、漆に顔料を混ぜたもののこと。漆の樹液は油性の成分中に水分が分散したWO乳濁液になっている。酸化酵素の作用により主成分ウルシオールが皮膜をつくり硬化する。

## 絵具の選択
絵具を選択する上で重要な指標になるのは、それぞれの絵具に使用されている顔料であり、専門家用の製品であればそれぞれの製品やパンフレットに使用顔料が明記されている。特に実用的な判別方法としてカラーインデックスに従った名称、特にColour Index Generic Nameが記載されている。ただし、松田油絵具株式会社のようにColour Index Generic Nameを使用してこなかったメーカーもある。だが、松田油絵具株式会社は2011年頃から対応を変更し、パンフレット等にColour Index Generic Nameの記載をするように変わった。
Colour Index Generic Nameが同一の絵具であっても、同一の顔料が採用されているとは限らないが、総じて物性的には同様であると言える。また、特定の絵具メーカーが、特定のColour Index Generic Nameを有する顔料を数多く製品化することは殆どない。複数の顔料の併用によって成立している製品を使用している場合に、使用している顔料を個別に製品化したものを見つけ出し、より広範囲の色調を効率的に表すことが可能になる場合もある。ただし、複数の顔料の併用によって成立している絵具製品に使用されている個々の顔料の全てを、単一顔料として絵具に採用していないメーカーも存在する。
近年では、メーカーが製品に使用されている顔料のColour Index Generic Nameを公開するようになっているが、特に日本のメーカーの場合は依然として複数の顔料を使用した製品が多く、基本的な知識の無い消費者が効率的に効果的な絵具を選択出来る状況に無い。

## 絵具の自作
現在一般的なチューブ入り絵具は、19世紀になってから開発された。それ以前は、画家の弟子などが顔料と乾性油などを練り上げて絵具を作っていた。一般の人で絵具を作る人は少ないが、絵具メーカーは顔料メーカーが製造する顔料を小分けにして販売する一方で、絵具の手練りの仕方に関する冊子を作るなどして知識の普及に貢献しているので、自作することも出来る。顔料と展色材を練り上げれば絵具になる。大規模な画材店などで市販されているアルミチューブ（尻を折っていない状態）に詰めチューブの尻を折れば、チューブ入りの手練り絵具を作ることもできる。手練りの絵具と市販の機械練りの絵具は、練成工程（練肉）や絵具の組成の違い、品質管理の仕組み、利潤の確保の有無など、異なる点が多く、性質は異なる。西欧では現在でも作家が絵具を自作することが多い。